# بيتر برايس
بيتر برايس (بالإنجليزية: Peter Price)‏ (26 فبراير 1932 في المملكة المتحدة - 23 أكتوبر 2015) هو مدرب كرة قدم ولاعب كرة قدم بريطاني في مركز الهجوم. لعب مع ريث روفرز ونادي سانت ميرين ونادي غلوستر سيتي ونادي ألبيون روفرز ونادي آير يونايتد ودارلينجتون إف سى.

## وصلات خارجية
- بيتر برايس على موقع قاعدة بيانات كرة القدم.إي يو (الإنجليزية)